# よどや
株式会社よどや（英: YODOYA DRUG）は、高知県にてドラッグストア「よどやドラッグ」を展開する企業。ウエルシアホールディングスの完全子会社で、ハピコムに加盟。
キャッチコピーは「健康生活、お手伝い」。

## 沿革
- 1815年（文化12年） - 「よどや」の屋号で現在の高知市升形にて薬種問屋・薬屋として創業。
- 1979年（昭和54年）4月 - サニーマート一宮店内に「一宮よどや薬局」開店（後に閉店）。
- 1981年（昭和56年）4月 - 有限会社一宮よどや薬局設立。
- 1990年（平成2年）4月 - 株式会社よどやに組織変更。
- 2020年（令和2年）3月 - ウエルシアホールディングスの子会社となり[2]、同時にTポイントサービスを開始。従来より展開している「ハーティポイント」との選択制となり併用は不可。また、当社発行のTカードは「よどやドラッグ」の屋号も記載された新デザインのウエルシアグループ共通仕様（ハックドラッグ、ダックス、ハッピー・ドラッグ、金光薬品の屋号も入る）となる。
- 2023年（令和5年）4月 - WAON POINTを導入し、「ウエルシアメンバーWAON POINTカード」・「クレジットお支払い機能付ウエルシアカード」の発行を開始（「ハーティポイント」の場合と異なり、「ウエルシアメンバー」への登録手続きを済ませ、カードを両方提示することでTポイントと併用で付与することが可能）。

## 店舗
高知県内に25店舗（2021年6月時点・うち調剤受付店は4店舗）、高知市を中心として高知都市圏を中心にドミナント展開をしている。

### 過去に存在した店舗
- 一宮よどや薬局（1979年（昭和54年）開店 - 1998年（平成10年）閉店）
- （初代）高須店（1986年（昭和61年）10月開店 - 1999年（平成11年）閉店）
2013年に開店した（2代目）高須店とは異なる。
- （初代）野市店（1990年（平成2年）開店 - 2002年（平成14年）閉店）
同年に移転。
- （初代）福井店（1993年（平成5年）開店 - 2009年（平成21年）閉店）
同年に移転。
- 安芸店（1993年（平成5年）開店 - 2013年（平成25年）閉店）
- （初代）高岡店（1994年（平成6年）開店 - 2016年（平成28年）閉店）
同年に移転。
- 土佐山田店（1995年（平成7年）開店 - 2017年（平成29年）閉店）
- 一宮東店（1995年（平成7年）開店 - 2009年（平成21年）閉店）
- 帯屋町店（1999年（平成11年）開店 - 2009年（平成21年）閉店）
- ハッピー店（2000年（平成12年）開店 - 2012年（平成24年）閉店）
- 南国店（2004年（平成16年）開店 - 2007年（平成19年）閉店）
- 北本町店（2005年（平成17年）開店 - 2008年（平成20年）閉店）
- 旭店（2008年（平成20年）開店 - 2011年（平成23年）閉店）
- 介良店（2015年（平成27年）開店 - 2017年（平成29年）閉店）